# Simon Episcopius
Simon Episcopius, född 8 januari 1583 i Amsterdam, död där 4 april 1643, var en nederländsk reformert teolog.
Episcopius blev 1612 professor i Leiden. Som arminianernas ledare, blev Episcopius på Dordrechtsynoden landsförvisad men återvände 1626 och var från 1634 lärare vid arminianernas prästseminarium i Amsterdam. Episcopius utgav flera skrifter till försvar för arminianerna, bland annat Confessio (1622) och en apologi (1629).